# Danger-Visum
Deutsche Emigranten in Marseille konnten 1940/41 ein Rescue-Visum, auch Danger-Visum genannt, zur Einreise in die USA erhalten, wenn sie als politisch verfolgte Intellektuelle galten. Diese Möglichkeit war nach einem Treffen von Vertretern des Emergency Rescue Committee (ERC) mit Eleanor Roosevelt geschaffen worden. Die Visa waren vom Ausstellungsdatum an 24 Monate gültig und wurden meist durch Varian Fry vermittelt.